# Marianne Tholsted
Marianne Tholsted (* 1. Februar 1944) ist eine ehemalige dänische Schauspielerin und Model.

## Leben
Marianne Tholsted absolvierte nach ihrem Schulabschluss ab dem Jahr 1960 eine professionelle Schauspielausbildung an der staatlichen Theaterhochschule in Kopenhagen. Sie wirkte daraufhin bis Mitte der 1970er-Jahre in mehreren Filmen und Fernsehserien mit. Sie wirkte auch in einigen Theaterstücken unter der Regie von Stig Lommer mit. In dieser Zeit war sie auch als Model tätig und war in einigen Katalogen und Modemagazinen abgebildet. Sie wirkte zudem in mehreren Werbespots mit.
In den 1960er-Jahren war Tholsted einige Zeit lang mit dem Schauspieler Willy Rathnov liiert. Die Beziehung blieb kinderlos.
Tholsted zog sich Mitte der 1970er-Jahre völlig aus dem Rampenlicht zurück. Danach arbeitete sie bis zum Eintritt in den Ruhestand in einer Kopenhagener Bürogesellschaft als Sekretärin.

## Filmografie (Auswahl)
- 1965: Passer passer piger
- 1969: Sjov i gaden
- 1970: Threesome